# کازینو رویال (فیلم ۱۹۶۷)
کازینو رویال (انگلیسی: Casino Royale) یک فیلم کمدی جاسوسی به کارگردانی کن هیوز، جان هیوستون، جوزف مک‌گراث، رابرت پریش، وال گِست و ریچارد تلمج است که در سال ۱۹۶۷ منتشر شد.

## خلاصه فیلم
جیمز باند اصلی (نیون)، پس از ماجرایی عاطفی با ماتاهاری، اعلام بازنشستگی می‌کند؛ اما وقتی معلوم می‌شود که سازمان تبهکاری بین‌المللی اسمرش قصد تسخیر جهان را دارد، به کار برمی‌گردد…

## بازیگران
- دیوید نیون
- پیتر سلرز
- اورزولا اندرس
- اورسن ولز
- وودی آلن
- باربارا بوشه
- جان هیوستون
- دبورا کار
- ویلیام هولدن
- شارل بوآیه
- جرج رفت
- ژان‌پل بلموندو
- ژاکلین بیسه
- جان ولز
- پیتر اوتول
- جرالدین چاپلین
- جان ولز
- والنتین دایل
- دالیا لِیوی
- گراهام استارک
- ولادک شِیبال
- کورت کازنار
- پرسی هربرت
- ریچارد واتیس
- استیرلینگ ماس
- جک گوئیلیم
- جوانا پتت
- جان لوموزوریه
- الکساندرا باستدو
- آنجلا اسکولار
- آنا کوئیل
- برنارد کریبینز
- برت کوک
- دیوید پروز
- الین تیلور
- دِرِک نیمو

## جوایز
این فیلم کاندیدای اسکار بهترین موسیقی در سال ۱۹۶۸ شد.